# Злотники (Опольське воєводство)
Злотники (пол. Złotniki) — село в Польщі, у гміні Прушкув Опольського повіту Опольського воєводства.
Населення — 501 особа (2011).

## Демографія
Демографічна структура станом на 31 березня 2011 року:
|          | Загалом | Допрацездатний вік | Працездатний вік | Постпрацездатний вік |
| -------- | ------- | ------------------ | ---------------- | -------------------- |
| Чоловіки | 241     | 43                 | 176              | 22                   |
| Жінки    | 260     | 40                 | 163              | 57                   |
| Разом    | 501     | 83                 | 339              | 79                   |